# Pterostylis erecta
Pterostylis erecta är en orkidéart som beskrevs av Trevor Edgar Hunt. Pterostylis erecta ingår i släktet Pterostylis och familjen orkidéer. Inga underarter finns listade i Catalogue of Life.